# Iniziativa legislativa
L'iniziativa legislativa consiste nell'attribuire a determinati soggetti il potere di presentare alcuni atti per la produzione normativa.
Il seguito della voce tratterà esclusivamente l'iniziativa legislativa statale nell'ordinamento giuridico italiano.

## Titolarità in Italia
L'art. 71 della Costituzione definisce tali atti progetto di legge, l'art. 87 disegno di legge, l'art. 121 proposta di legge, ma sostanzialmente sono sinonimi.
I soggetti titolari dell'iniziativa legislativa sono fissati, per lo Stato italiano negli art. 71, 87, 99, 121, 132 e 133 e precisamente:
- il Governo
- ciascun parlamentare
- il corpo elettorale con la raccolta di 50.000 firme
- il CNEL
- Consigli regionali

Per quel che riguarda le Regioni italiane, l'iniziativa legislativa è disciplinata dai loro statuti (v., per le Regioni a statuto ordinario, art. 123 della Costituzione).
Qualunque sia il soggetto proponente, l'importanza del progetto è la medesima per il principio di parità formale.
Va però specificato che non tutti i soggetti possono proporre iniziative legislative riguardanti tutti gli ambiti. Per un verso infatti l'iniziativa di alcuni soggetti è limitata a leggi di un determinato contenuto e, per altro verso, determinate iniziative sono riservate ad alcuni soggetti (v. ultimo paragrafo).

## Iniziativa del Governo
Il governo è uno dei soggetti cui spetta l'iniziativa legislativa.
Giuridicamente equiparabile per valore all'iniziativa degli altri soggetti, è però ben più pesante sul piano politico, essendo il Governo organo istituzionale con il compito di attuare un piano ben definito e disponendo di una maggioranza precostituita in Parlamento: le proposte di legge governative, pertanto, vengono approvate molto più facilmente delle altre.
Questo è vero in parte, dato che il bipolarismo italiano porta a maggioranze eterogenee e poco compatte, con il risultato dell'indebolimento della proposta di legge governativa e il favorire di leggi omnibus o l'eccessivo ricorso allo strumento del decreto-legge.
Il procedimento di formazione è specifico: ha inizio con la proposta di uno o più ministri all'interno del Consiglio dei ministri di un progetto di legge; deliberazione del consiglio; decreto di autorizzazione del Presidente della Repubblica per la presentazione alle Camere.
Il Presidente può rinviare il progetto al Governo: si tratta di un potere non disciplinato dalla legge ma regolato da prassi e studiato dalla dottrina giuridica, secondo la quale il Capo dello Stato può rinviare il disegno di legge al Governo proponente per questioni di merito, ovvero può rifiutare definitivamente l'autorizzazione in mancanza di requisiti essenziali dell'atto o per il configurarsi dei reati di alto tradimento e di attentato alla Costituzione previsti dall'art. 90.

## Iniziativa parlamentare
L'iniziativa parlamentare, disciplinata dall'art. 71 della Costituzione, è quella che "appartiene a ciascun membro delle Camere". Titolare, quindi, dell'iniziativa è ciascun membro del Parlamento (o a ciascun gruppo), il quale per una norma consuetudinaria ben consolidata, può presentare il progetto di legge solo al proprio ramo del Parlamento.
Le proposte parlamentari sono le più numerose, ma anche le meno approvate: questo perché non hanno l'appoggio della maggioranza precostituita e perché spesso sono leggi di poca rilevanza, che tutelano interessi locali o ristretti.

## Iniziativa popolare
L'iniziativa popolare, disciplinata dall'art. 71 della Costituzione, si esercita mediante la presentazione di un progetto di legge firmato da almeno 50.000 elettori.

## Iniziativa del CNEL
L'iniziativa del Consiglio nazionale dell'economia e del lavoro è disciplinata dall'art. 99, comma 3, della Costituzione, che delega la legge per fissare i limiti di esercizio di questo potere. L'attuale legge in vigore (n. 383/2000), tuttavia, non pone limiti ma pone l'organo in questione sullo stesso piano degli altri soggetti. È un organo consultivo per il parlamento e il governo e la sua iniziativa legislativa è limitata a materia economico-sociale.

## Iniziativa regionale
L'iniziativa regionale è disciplinata dall'art. 121 della Costituzione, che attribuisce il relativo esercizio al Consiglio regionale.
Essendo una norma di immediata applicazione, ogni regione può esercitare l'iniziativa che le spetta a prescindere se il proprio Statuto lo preveda o meno.
Le proposte di legge regionali vengono approvate dal Consiglio regionale e presentate a un ramo del Parlamento dal Presidente della Giunta. Il ramo viene scelto dal Consiglio durante la deliberazione, o in mancanza, dal Presidente stesso.

## Iniziativa comunale
L'iniziativa comunale ricomprende le leggi per il mutamento delle circoscrizioni provinciali e per l'istituzione di nuove province.

## Iniziativa riservata e vincolata
Si parla di iniziativa riservata quando, in determinati casi, il potere di poter proporre una proposta di legge al Parlamento non è libero a tutti i soggetti previsti, bensì limitato a uno o pochi soggetti.
Si ha iniziativa riservata innanzitutto quando la riserva è espressamente stabilita da una disposizione costituzionale (art. 81, comma 4; art. 77, comma 2; ecc.): esempio tipico la legge di bilancio e di rendiconto consuntivo, che deve essere presentata necessariamente dal Governo e approvata dal Parlamento.
Altro tipo sussiste quando la riserva è implicitamente ricavabile dalla Costituzione, come per esempio le leggi che regolano le confessioni religiose all'interno dello Stato, di iniziativa del Governo.
Oltre all'iniziativa riservata, esistono casi di iniziativa vincolata (o dovuta), nei quali l'atto va necessariamente presentato in Parlamento, a volte anche entro certi limiti temporali (si pensi alla conversione del decreto-legge).